# Liste der Stolpersteine in Groß-Umstadt

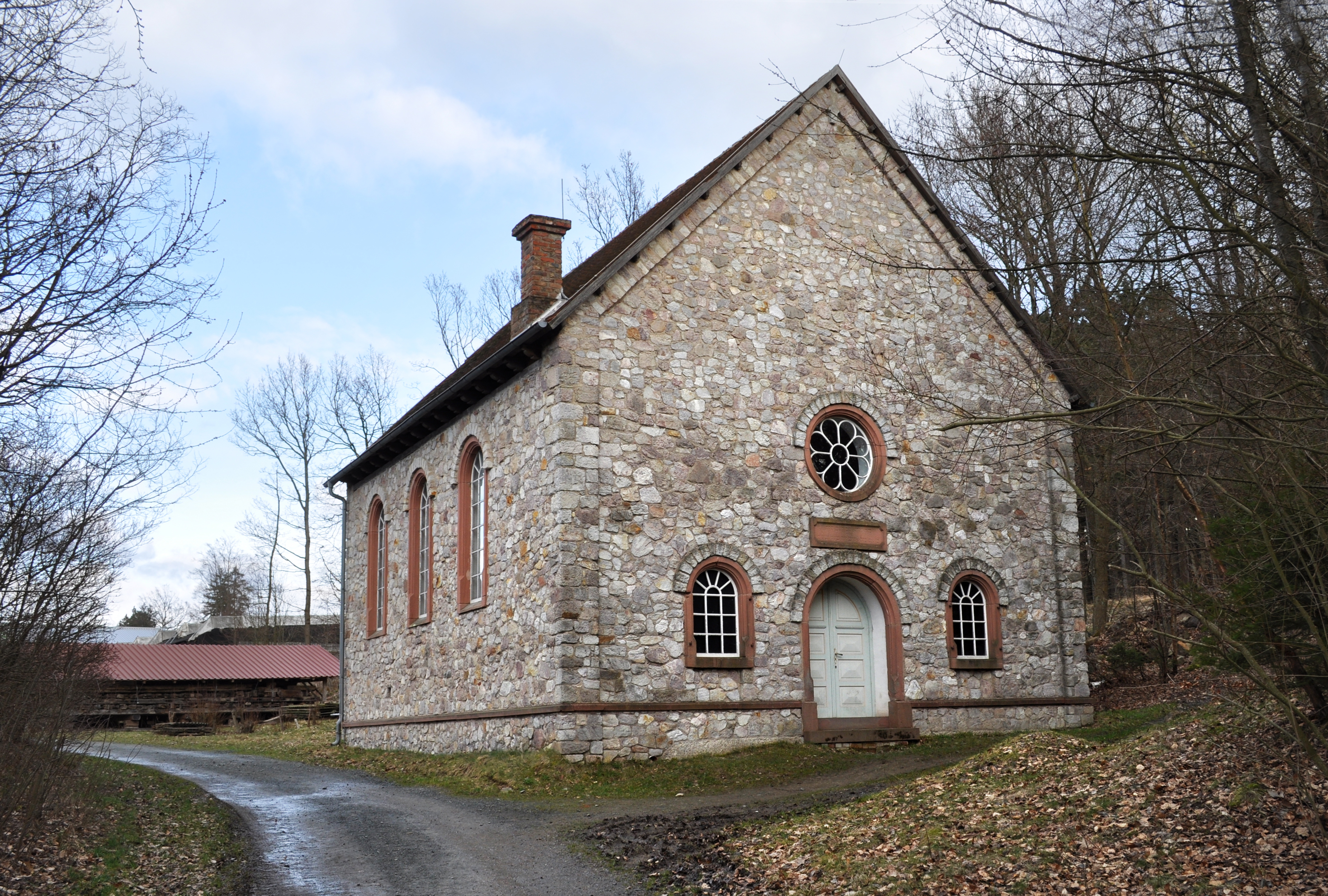
Synagoge aus Groß-Umstadt, heute im Hessenpark

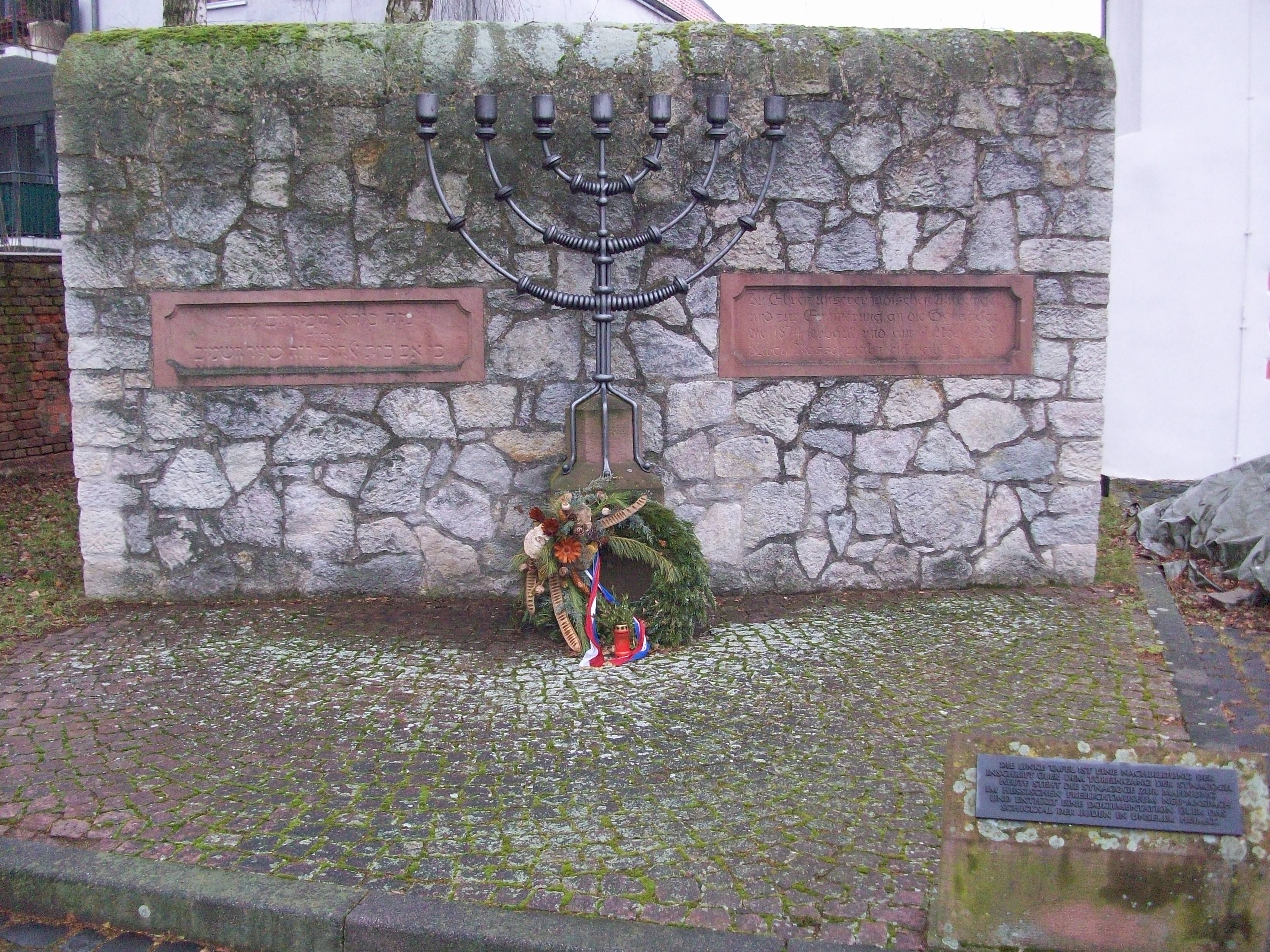
Mahnmal mit Menora zur Erinnerung an die alte Umstädter Synagoge neben dem Darmstädter Schloss

Die Liste der Stolpersteine in Groß-Umstadt enthält Stolpersteine, die im Rahmen des Kunstprojektes von Gunter Demnig in Groß-Umstadt verlegt wurden. Mit ihnen soll an das Schicksal der jüdischen Mitbürger erinnert werden, die im Nationalsozialismus ermordet, deportiert, vertrieben oder in den Suizid getrieben wurden und die in Groß-Umstadt lebten und wirkten.

## Hintergrund
Gunter Demnig erinnert mit seiner Aktion an die Opfer der NS-Zeit, indem er vor ihrem letzten, selbst gewählten Wohnort Gedenktafeln aus Messing ins Trottoir einlässt. Inzwischen liegen „Stolpersteine“ in über 500 Orten Deutschlands und in mehreren Ländern Europas.
Mit den Steinen vor den Häusern wird die Erinnerung an die Menschen lebendig, die einst hier wohnten. In Groß-Umstadt wurde die Aktion aktiv von der Stadt und dem Bund Deutscher Pfadfinderinnen (BDP) getragen. Seit 2009 existiert der Runde Tisch „Jüdisches Leben in Groß-Umstadt“ mit dem Ziel, das Gedenken und das Bewusstsein der langen, gemeinsamen Geschichte deutlicher als bisher zu pflegen.
Groß-Umstadt hat eine lange Tradition jüdischen Lebens gehabt, Juden sind hier seit 1378 urkundlich niedergelassen gewesen, hatten im 19. Jahrhundert einen Anteil von rund 3 % der Bevölkerung und im heutigen Stadtteil Raibach im Jahr 1813 sogar fast 10 Prozent, besaßen eine eigene Synagoge, deren letzter Bau nach einem dramatischen und politisch fragwürdigen Abriss im April 1979 und der Verlagerung in den Hessenpark Neu-Anspach heute renoviert und museal ausgestaltet viele Informationen zum jüdischen Leben in Hessen ausstellt.
In der Stadt erinnert eine Mahnmal vor dem Darmstädter Schloss an die ehemalige Synagoge und dessen Schändung 1938. Der linke eingesetzte Sandstein ist eine Nachbildung des hebräisch beschrifteten Portalsteins der ehemaligen Umstädter Synagoge. Übersetzt aus dem 1. Buch Mose 28,17: Wie ehrfurchtgebietend ist dieser Ort. Hier ist nichts anderes als ein Gotteshaus, und dies ist die Pforte des Himmels. Auf der rechten Seite die Gedenkinschrift: Zu Ehren unserer jüdischen Mitbürger und zur Erinnerung an die Synagoge, die 1874 erbaut und am 9. Nov. 1938 durch Rassenwahn entweiht wurde.
Auf der sich seitlich hinter dem Mahnmal befindlichen Stele sind die Namen (fast) aller ehemaligen jüdischen Mitbürger Umstadts verzeichnet, die Pogromen und Nürnberger Rassengesetzen zwischen 1933 und 1945 zum Opfer fielen.
Im Museum Gruberhof wird mit einer kleinen Ausstellung und einem Modell der Synagoge das Andenken an die jüdischen Mitbewohner lebendig gehalten. Die Geschichte der Groß-Umstädter Bürgerinnen und Bürger jüdischen Glaubens ist ausführlich in mehreren Büchern beschrieben.

## Daten der Verlegung

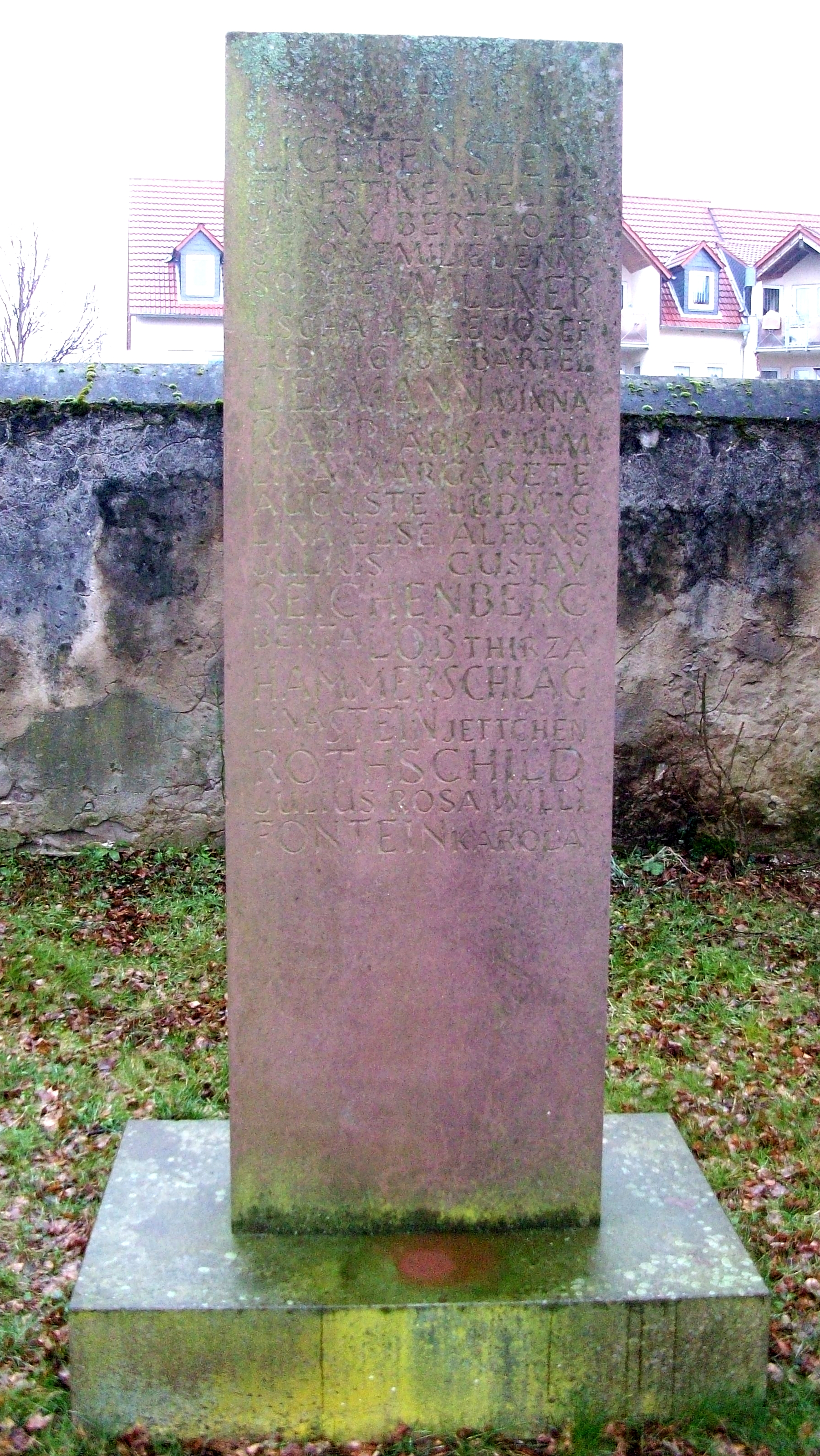
Stele (neben dem Mahnmal) mit den Namen ehemaliger jüdischer Mitbürger und Mitbürgerinnen

- 15. Februar 2011 (Sieben Stolpersteine)

Curtigasse 6 (ein Stein)
Untere Marktstraße 10 (ein Stein)
Untere Marktstraße 3 (ein Stein)
Obere Marktstraße 7 (vier Steine)
- 14. Mai 2012 (Zehn Stolpersteine)

Untere Marktstr. 10 (zwei Steine)
Curtigasse 5 (ein Stein)
Im Pfarrhof 10 (ein Stein)
Schulstraße 19 (zwei Steine)
Bachtorstr. 32 (vier Steine)
- 15. Februar 2014 (Neun Stolpersteine)

Heinrich-Möser-Straße 12 (Rathausplatz) im Stadtteil Klein-Umstadt (ein Stein)
Obere Marktstraße 4 bis 6 (sieben Steine)
In der Fahrt 5 (ein Stein)

## Verlegte Stolpersteine
Diese Liste ist noch unvollständig.
| Adresse                         | Name                            | Inschrift | Verlegedatum     | Bild | Anmerkung |
| ------------------------------- | ------------------------------- | --- | ---------------- | ---- | --- |
| Schulstraße 19 (Standort)       | Lichtenstein, Simon             | Hier wohnte Simon Lichtenstein Jg. 1872 Opfer des Pogroms 1938 Zwangsumzug 1941 Mainz Altersheim Tot 1941                                           | 14. Mai 2012     |      | Simon und Emilie Lichtenstein wohnten in der Schulstraße 19. |
| Schulstraße 19 (Standort)       | Lichtenstein, Emilie            | Hier wohnte Emilie Lichtenstein Jg. 1901 Opfer des Pogroms 1938 Zwangsumzug 1941 Darmstadt Alters- und Siechenheim Darmstadt-Eberstadt Tot 5.2.1942 | 14. Mai 2012     |      | Simon und Emilie Lichtenstein wohnten in der Schulstraße 19. |
| Curtigasse 5 (Standort)         | Lichtenstein, Jenny             | Hier wohnte Jenny Lichtenstein Jg. 1899 Deportiert 1942 Piaski Ermordet in Lublin                                                                   | 14. Mai 2012     |      | |
| Untere Marktstraße 3 (Standort) | Reichenberg, Berta geb. Rapp    | Hier wohnte Berta Reichenberg geb. Rapp Jg. 1888 Deportiert 1941 Ermordet in Kaunas                                                                 | 15. Februar 2011 |      | Bert(h)a Reichenberg (1988 in Umstadt - 25. November 1941 in Kaunas), war nach dem frühen Tod ihres Mannes (gest. 1918 an Tuberkulose) als sogenannte Kriegerwitwe aus Windecken wieder nach Umstadt gezogen und wohnte mit Einsitzrecht in der Unteren Marktstraße 3. Ihr Brüder Ludwig und Karl verkauften schon vor 1939 allen Besitz in Groß-Umstadt und zogen nach Frankfurt. Ihr Bruder Gustav und sie blieben in Umstadt. Nach dem Novemberpogrom von 1938, bei dem sie halbnackt aus ihrem Haus geprügelt wurde, flüchtete sie nach Frankfurt am Main zu ihren Brüdern. Die Familien ihrer Brüder wurden bis 1941 nach Ghetto Łódź und ins KZ Buchenwald verschleppt und dort ermordet. Im Zuge der dritten Massendeportation aus Frankfurt am Main wurde sie am 22. November 1941 ebenfalls nach Kaunas in Litauen deportiert und dort am 25. November 1941 ermordet. |
| Obere Marktstraße 7 (Standort)  | Rothschild, Julius              | Hier wohnte Julius Rothschild Jg. 1881 Deportiert Theresienstadt Ermordet 28.10.1942                                                                | 15. Februar 2011 |      | Julius Rothschild lebte mit seiner Frau Rosa und den Kindern Karola (geb. 1908), Adolf (geb. 1910) und Willi (geb. 1911) in der Unteren Marktstraße 7. Er hatte in der Unteren Markstraße 10 ein kleines Geschäft. Sein Sohn Willi siedelte 1936 nach Frankfurt am Main. Die Spur von Willi verlor sich 1943 im Vernichtungslager Auschwitz. K(C)arola heiratete Antonie Fontain und wohnte zwischenzeitlich in Amsterdam, sie wurde am 21. August 1942 ebenfalls im KZ Auschwitz ermordet. Julius Frau Rosa wurde am 15. Mai 1944 im KZ Auschwitz ermordet. Julius Rothschild selbst wurde am 28. Oktober 1942 im KZ Theresienstadt ermordet. Einzig Sohn Adolf Rothschild überlebte durch Flucht nach Südafrika. |
| Obere Marktstraße 7 (Standort)  | Rothschild, Rosa                | Hier wohnte Rosa Rothschild Geb. Strauss Jg. 1880 Deportiert Ermordet in Auschwitz                                                                  | 15. Februar 2011 |      | Julius Rothschild lebte mit seiner Frau Rosa und den Kindern Karola (geb. 1908), Adolf (geb. 1910) und Willi (geb. 1911) in der Unteren Marktstraße 7. Er hatte in der Unteren Markstraße 10 ein kleines Geschäft. Sein Sohn Willi siedelte 1936 nach Frankfurt am Main. Die Spur von Willi verlor sich 1943 im Vernichtungslager Auschwitz. K(C)arola heiratete Antonie Fontain und wohnte zwischenzeitlich in Amsterdam, sie wurde am 21. August 1942 ebenfalls im KZ Auschwitz ermordet. Julius Frau Rosa wurde am 15. Mai 1944 im KZ Auschwitz ermordet. Julius Rothschild selbst wurde am 28. Oktober 1942 im KZ Theresienstadt ermordet. Einzig Sohn Adolf Rothschild überlebte durch Flucht nach Südafrika. |
| Obere Marktstraße 7 (Standort)  | Rothschild, Willi               | Hier wohnte Willi Rothschild Jg. 1911 Deportiert 1943 Ermordet in Auschwitz                                                                         | 15. Februar 2011 |      | Julius Rothschild lebte mit seiner Frau Rosa und den Kindern Karola (geb. 1908), Adolf (geb. 1910) und Willi (geb. 1911) in der Unteren Marktstraße 7. Er hatte in der Unteren Markstraße 10 ein kleines Geschäft. Sein Sohn Willi siedelte 1936 nach Frankfurt am Main. Die Spur von Willi verlor sich 1943 im Vernichtungslager Auschwitz. K(C)arola heiratete Antonie Fontain und wohnte zwischenzeitlich in Amsterdam, sie wurde am 21. August 1942 ebenfalls im KZ Auschwitz ermordet. Julius Frau Rosa wurde am 15. Mai 1944 im KZ Auschwitz ermordet. Julius Rothschild selbst wurde am 28. Oktober 1942 im KZ Theresienstadt ermordet. Einzig Sohn Adolf Rothschild überlebte durch Flucht nach Südafrika. |
| Obere Marktstraße 7 (Standort)  | Fontein, Carola geb. Rothschild | Hier wohnte Carola Fontein Geb. Rothschild Jg. 1908 Deportiert 1942 Auschwitz Ermordet 21.8.1942                                                    | 15. Februar 2011 |      | Julius Rothschild lebte mit seiner Frau Rosa und den Kindern Karola (geb. 1908), Adolf (geb. 1910) und Willi (geb. 1911) in der Unteren Marktstraße 7. Er hatte in der Unteren Markstraße 10 ein kleines Geschäft. Sein Sohn Willi siedelte 1936 nach Frankfurt am Main. Die Spur von Willi verlor sich 1943 im Vernichtungslager Auschwitz. K(C)arola heiratete Antonie Fontain und wohnte zwischenzeitlich in Amsterdam, sie wurde am 21. August 1942 ebenfalls im KZ Auschwitz ermordet. Julius Frau Rosa wurde am 15. Mai 1944 im KZ Auschwitz ermordet. Julius Rothschild selbst wurde am 28. Oktober 1942 im KZ Theresienstadt ermordet. Einzig Sohn Adolf Rothschild überlebte durch Flucht nach Südafrika. |